# Hans van Arum
Hans van Arum (Amersfoort, 23 december 1966) is een Nederlands voormalig voetballer en huidig voetbaltrainer.

## Carrière als speler
Van Arum maakte op relatief late leeftijd zijn debuut in het profvoetbal; tot zijn 22ste speelde hij bij de amateurs van SDV Barneveld, waarmee hij in het seizoen 1988-1989 kampioen werd in de Tweede klasse zaterdag.
In de zomer van 1989 maakte de spits de overstap naar Vitesse. Van Arums debuut in de Eredivisie vond plaats op 13 augustus 1989 in de wedstrijd Vitesse-Fortuna Sittard (1-1), toen hij na 65 minuten inviel voor Roberto Straal en in de 90ste minuut de gelijkmaker scoorde. Van Arum liet zich in zijn eerste seizoen gelden door 10 doelpunten te maken in 31 wedstrijden voor de toenmalige promovendus Vitesse. Mede door Van Arums inbreng eindigde Vitesse dat seizoen als vierde.
Ook in de seizoenen die volgden bleek Van Arum een waardevolle kracht voor Vitesse te zijn. Van Arum was ook Europees belangrijk voor Vitesse; tweemaal scoorde hij, eenmaal tegen Sporting Lissabon en andermaal tegen Derry City. Van Arum verloor echter langzamerhand zijn basisplaats en had ook voor het seizoen 1992/1993 geen uitzicht hierop. Mede hierdoor vertrok Van Arum in de winterstop van dat seizoen naar Willem II.
Zijn verblijf in Tilburg duurde ongeveer twee jaar, om vervolgens naar RKC Waalwijk te vertrekken. In vierenhalf seizoen bij RKC Waalwijk groeide Van Arum uit tot een gewaardeerde kracht in het elftal. Door verschillende terugkerende blessures kwam Van Arum niet altijd in actie, maar al met al presteerde Van Arum naar behoren in Waalwijk.
Van Arum sloot zijn carrière af in de Eerste divisie bij Go Ahead Eagles waar hij in 50 wedstrijden tot 26 doelpunten kwam, een moyenne van meer dan 0.5. In 2002 besloot Van Arum om zijn carrière als profvoetballer te beëindigen.

## Clubstatistieken
| Seizoen | Club            | Duels | Goals | Competitie     |
| ------- | --------------- | ----- | ----- | -------------- |
| 1989/90 | Vitesse         | 31    | 10    | Eredivisie     |
| 1990/91 | Vitesse         | 30    | 5     | Eredivisie     |
| 1991/92 | Vitesse         | 28    | 8     | Eredivisie     |
| 1992/93 | Vitesse         | 15    | 6     | Eredivisie     |
| 1992/93 | Willem II       | 16    | 4     | Eredivisie     |
| 1993/94 | Willem II       | 33    | 9     | Eredivisie     |
| 1994/95 | Willem II       | 10    | 1     | Eredivisie     |
| 1994/95 | RKC             | 18    | 3     | Eredivisie     |
| 1995/96 | RKC             | 19    | 1     | Eredivisie     |
| 1996/97 | RKC Waalwijk    | 23    | 7     | Eredivisie     |
| 1997/98 | RKC Waalwijk    | 32    | 7     | Eredivisie     |
| 1998/99 | RKC Waalwijk    | 28    | 2     | Eredivisie     |
| 1999/00 | Go Ahead Eagles | 0     | 0     | Eerste divisie |
| 2000/01 | Go Ahead Eagles | 29    | 15    | Eerste divisie |
| 2001/02 | Go Ahead Eagles | 21    | 11    | Eerste divisie |

## Carrière als trainer
Na zijn actieve voetbalcarrière ging Van Arum zich richten op het trainersvak. Via SDV Barneveld, VV Lunteren en RKHVV kwam Van Arum in 2006 terecht bij Topklasser Sparta Nijkerk. Van Arum liet zijn ploeg attractief voetballen en goed presteren wat hem in 2008 de Rinus Michels Award voor 'Coach van het jaar van het Nederlands amateurvoetbal' opleverde. Zijn goede prestaties als trainer werden voor aanvang van het seizoen 2008/2009 beloond met een functie bij zijn oude club Vitesse als trainer van het beloftenelftal en assistent van hoofdtrainer Theo Bos. Na het ontslag van Bos werd Van Arum samen met Raimond van der Gouw interim-trainer gedurende de periode van 21 oktober t/m 14 november 2010. Daarna is er onder de nieuwe trainer Albert Ferrer geen plaats meer als assistent, Van Arum krijgt andere werkzaamheden binnen Vitesse en loopt stage bij Heracles Almelo. Met ingang van het seizoen 2011/12 verliet Van Arum Vitesse op huurbasis en werd hij hoofdtrainer van AGOVV Apeldoorn. Daar werd hij voor de laatste wedstrijd van het seizoen op non-actief gezet om 'veiligheidsredenen' en daarna vervangen door Andries Ulderink. Begin van het seizoen 2012/13 is Van Arum actief als wedstrijdanalist bij Willem II Eind januari 2013 werd bekend dat hij trainer wordt in de Verenigde Staten bij Houston Dutch Lions, een zusterclub van Dayton Dutch Lions.